# Amina biogénica
Una amina biogénica es una sustancia biogénica con uno o más grupos amina. Son compuestos nitrogenados básicos formados principalmente por descarboxilación de aminoácidos o por aminación y transaminación de aldehídos y cetonas. Las aminas biógenas son bases orgánicas de bajo peso molecular sintetizadas por metabolismos microbianos, vegetales y animales. En alimentos y bebidas se forman por las enzimas de la materia prima o se generan por descarboxilación microbiana de aminoácidos.

## Lista de aminas biogénicas notables

### Monoaminas
Algunos ejemplos destacados de monoaminas biogénicas son:
Neurotransmisores monoamínicos
- Imidazoleaminas
  - Histamina: sustancia derivada del aminoácido histidina que actúa como neurotransmisor mediador de la excitación y la atención, así como señal proinflamatoria liberada por los mastocitos en respuesta a reacciones alérgicas o daños tisulares. La histamina también es un importante estimulante de la secreción de HCl por el estómago a través de los receptores H2 de la histamina.
- Indolaminas
  - Serotonina: neurotransmisor del sistema nervioso central derivado del aminoácido triptófano que interviene en la regulación del estado de ánimo, el sueño, el apetito y la sexualidad.
- Los tres neurotransmisores catecolamínicos:
  - Norepinefrina (noradrenalina) - un neurotransmisor implicado en el sueño y la vigilia, la atención y el comportamiento alimentario, así como una hormona del estrés liberada por las glándulas suprarrenales que regula el sistema nervioso simpático.
  - Epinefrina (adrenalina) - una hormona suprarrenal del estrés, así como un neurotransmisor presente en niveles más bajos en el cerebro.
  - Dopamina: neurotransmisor que interviene en la motivación, la recompensa, la adicción, el refuerzo del comportamiento y la coordinación de los movimientos corporales.

Aminas traza (aminas endógenas que activan el receptor TAAR1 humano)
- Fenetilaminas (relacionadas con las catecolaminas):
  - Fenetilamina[2] [3][4](PEA)
  - N-metilfenetilamina [5][2][4](isómero endógeno de la anfetamina)
  - Feniletanolamina[6][4]
  - m-tiramina[2][4]
  - p-tiramina[2][4]
  - 3-metoxitiramina[5][4]
  - N-metiltiramina[5][2][4]
  - m-octopamina[2][4]
  - p-octopamina[2][4]
  - Sinefrina[4][5]

- Compuestos de tironamina:
  - 3-Iodotironamina[3][4]
- Triptamina[3][4][5]

Triptaminas
- N-Metiltriptamina[5][7]
- N,N-Dimetiltriptamina[7]

Otras monoaminas biogénicas
- Trimetilamina
- N-óxido de trimetilamina
- Indolaminas
  - Melatonina
  - 6-Hidroximelatonina
  - N-Acetilserotonina

### Poliaminas
Algunos ejemplos de poliaminas biogénicas notables son:
- Agmatina[8]
- Cadaverina[8]
- Putrescina[8]
- Espermina[8]
- Espermidina[8]

## Importancia fisiológica
Existe una distinción entre aminas biógenas endógenas y exógenas. Las aminas endógenas se producen en muchos tejidos diferentes (por ejemplo: la adrenalina en la médula suprarrenal o la histamina en los mastocitos y el hígado). La serotonina, una amina endógena, es un neurotransmisor derivado del aminoácido triptófano. La serotonina interviene en la regulación del estado de ánimo, el sueño, el apetito y la sexualidad. Las aminas se transmiten localmente o a través del sistema sanguíneo. Las aminas exógenas se absorben directamente de los alimentos en el intestino. El alcohol puede aumentar la velocidad de absorción. La monoaminooxidasa (MAO) descompone las aminas biógenas y evita una reabsorción excesiva. Los inhibidores de la MAO (IMAO) también se utilizan como medicamentos para el tratamiento de la depresión para evitar que la MAO descomponga aminas importantes para un estado de ánimo positivo.

## Importancia en los alimentos
Las aminas biógenas pueden encontrarse en todos los alimentos que contienen proteínas o aminoácidos libres y se hallan en una amplia gama de productos alimenticios, como productos de la pesca, productos cárnicos, productos lácteos, vino, cerveza, verduras, frutas, frutos secos y chocolate. En los alimentos no fermentados, la presencia de aminas biógenas es mayoritariamente indeseable y puede utilizarse como indicador de deterioro microbiano. En los alimentos fermentados, cabe esperar la presencia de muchos tipos de microorganismos, algunos de los cuales son capaces de producir aminas biógenas. Se ha demostrado que algunas bacterias lácticas aisladas del yogur embotellado comercial producen aminas biógenas. Desempeñan un papel importante como fuente de nitrógeno y precursor para la síntesis de hormonas, alcaloides, ácidos nucleicos, proteínas, aminas y componentes del aroma de los alimentos. Sin embargo, los alimentos que contienen cantidades elevadas de aminas biógenas pueden tener efectos toxicológicos.

## Determinación de las aminas biógenas en los vinos
Las aminas biógenas están presentes de forma natural en las uvas o pueden aparecer durante los procesos de vinificación y envejecimiento, esencialmente debido a la actividad de los microorganismos. Cuando están presentes en los vinos en cantidades elevadas, las aminas biógenas pueden causar no sólo defectos organolépticos, sino también efectos adversos en individuos humanos sensibles, en concreto debido a la toxicidad de la histamina, la tiramina y la putrescina. Aunque no existen límites legales para la concentración de aminas biógenas en los vinos, algunos países europeos sólo recomiendan límites máximos para la histamina. En este sentido, las aminas biógenas en los vinos han sido ampliamente estudiadas. La determinación de aminas en vinos se realiza habitualmente por cromatografía líquida, utilizando reactivos de derivatización para favorecer su separación y detección. Como alternativa, se han desarrollado otras metodologías prometedoras mediante electroforesis capilar o biosensores, que revelan costes más bajos y resultados más rápidos, sin necesidad de un paso de derivatización. Sigue siendo un reto desarrollar técnicas o metodologías más rápidas y económicas para aplicarlas en la industria vitivinícola.